# Етеревская
Ете́ревская (в старину — Евтерев городок, а также Етерев городок, Тютеревская станица, на картах и в документах XIX в. показана как Евтеревская станица, а также Етеревская (Етеривская) станица; в просторечии — Етеревка или Евтеревка) — станица в составе Городского округа города Михайловки Волгоградской области России.

## Происхождение названия

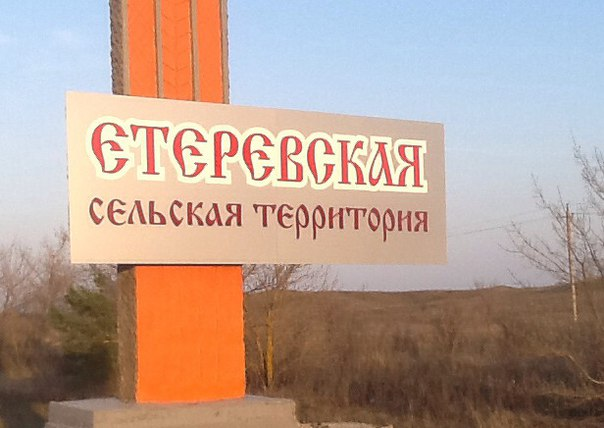

По местному преданию основателем селения был монах-отшельник по имени Этери (однако, это критично, так как грузинское имя Этери женское), от которого возникло название казачьего хутора. Специалисты по ономастике утверждают, что этимология топонима «Евтеревская / Етеревская станица» восходит к крестильному личному имени — Элевтерий (греч.: — «свобода, благое служение»). От уменьшительной формы этого имени возник отымённый топоним, а также, однокоренная фамилия — чей хутор? / чей сын? — Евтерев (Евтерёв), образованные при помощи суффикса принадлежности «-ев», в основе топонима и личного имени производная форма крестильного имени — Элевтерий → Евтерий → Евтеря.
Позднее в документах населённый пункт был записан без буквы ‘ё’ «Евтерев городок», а также, без буквы ‘в’, утраченной при произношении — «Етерев городок»). Впоследствии, после приобретения поселением нового статуса, станица именуется и записывается в двух вариантах: Евтеревская и Етеревская, затем в XX в., только как Етеревская.

## География
Станица расположена в северо-восточном направлении от районного центра — Михайловки на правом, песчаном и возвышенном берегу реки Медведицы; на север от станицы озеро Ильмень (ок. 4,6 км). От Етеревской по автодороге г. Михайловка 39 км, хутор Большой 13 км, пос. Даниловка 56 км, Волгоград 229 км.
Улицы станицы
| - Октябрьская, - Вишневый пер., - Приозерная, - Народная, | - Советская, - Лесная, - Песочная, - Красная, | - Гагаринская, - Заречная, - Краснопартизанская, - Дачная, | - Молодёжная, - Полевая, - Ленинская, | - Школьная, - Мира, - Ольховый переулок |

## Население
| 1859 | 1873 | 1897 | 1987 | 2002 |
| ---- | ---- | ---- | ---- | ---- |
| 3308 | 2479 | 3249 | ≈760 | 744  |

## История (даты, события, факты)
XVII век
- 1688 — впервые упоминается в историческом источнике. Исследователь старообрядчества, российский историк XIX века В. Г. Дружинин, со ссылкой на документ 1688 годa — отписку саратовского воеводы, стольника Максима Кологривова[19], указывает: «В начале августа раскольники вновь появились под казачьими городками: они взяли Евтерев городок (именно так в документе) и вырубив в нём всё население подступили к Островскому …»[20].
- 1698 — упоминается в Перечне хоперских, бузулуцких и медведицких казачьих городков, содержащем краткие сведения о селениях, жителях и о лесе для нужд кораблестроения, где значится — Етерев городок (именно так в тексте): число жителей 31 казак, 29 бурлаков; до Кабыльева водой 20 вёрст, леса до него же 10 вёрст[21].

XVIII век
С начала XVIII века Евтеревская / Етеревская станица — административно-территориальная единица, центр казачьего юрта (со всеми землями и населеньем своим), в составе Усть-Медведицкого округа Области войска Донского.
- 1715 — этим годом, произошёл разорительный набег кубанских татар на земли Войска Донского, в числе других станиц набегу подверглась Етеревская, около 50 чел. станичников взяты в ясырь — угнаны в рабство люди, уведены конские табуны, домашний скот.
- 1734 — построен первый станичный православный (деревянный) храм во имя Святого Николая Чудотворца (Николаевская церковь).
- 1773 — начавшаяся крестьянская война под предводительством Емельяна Пугачёва отразилась в истории станицы; за отказ присоединиться к ним, вошедшие в станицу пугачёвцы разорили её и разграбили.
- 1774 — в начале августа, пугачёвцы с ещё большими силами, вновь пройдя вверх по реке Медведице, заняли Малодельскую, Раздорскую, Заполянскую, Орловскую и Етеревскую. Согласно донесению: «в Етеревской пугачёвцы повесили атамана, священника, женщину, было взято 35 казаков и детей». Подоспевший 18 августа отряд донских казаков походного атамана, старшины Амвросия Луковкина, в Етеревке атаковал колонну «злодеев» (более 300 чел.), которой командовал полковник Яков Андреев, и наголову разбил её[22].
- 1778 — История или повествование о донских казаках, … собранная и составленная чрез труды инженер-генерал-майора кавалера Александра Ригельмана, опубликованная в 1848 году, о донских казаках по Медведице показывает: станица № 6 — Тютеревская [именно так в документе]; в них числом: служащих казаков — 244, отставных 25, малолетных 28, итого: 337 чел.[23].

XIX век
- 1859 — по данным Центрального статистического комитета МВД под № 1778 значится — Евтеревская (Етеривская тож) [именно так в документе], станица казачья, при р. Медведице; расстояние в верстах до окружного управления 103; число дворов 868; число жителей: муж. пола 1637 чел., жен. пола 1671 чел.; Церковь 1, ярмарка 1, базар 1[24][25].
- 1870, май — Согласно новому Положению об общественном управлении в казачьих войсках, утверждённому в Эмсе 13/25 мая 1870 года, в Евтеревской [так в документе] станице действует Станичный суд («Казацкий Народный Суд»)[26][27].
- 1873 — в официальном издании ОВД, под № 16 значится Етеревская станица [так в документе], при озере Глубоком и Крюковском; в 100 верстах от окружной станицы; число дворов 535, отдельных изб 74; число жит. муж. пола 1182, жен. пола 1297; хозяйство: плугов 125, лошадей 662, волов 500, кр. рогатый скот 1987, овец 6228; в юрту её 12 хуторов: Орешкин, Моховой, Мало-Орешкин, Глушицкой, Попов, Фатеев, Медведев, Ильменский, Субботин, Большой, Засыпкин[28].
- 1873 — на средства, собранные прихожанами станичной церкви пожертвования, по епархиальному позволению, взамен сторого обветшавшего Никольского храма началось строительство нового храма во имя Святой Троицы, на кирпичном фундаменте.
- 1878 — построена и освящена Троицкая церковь, число верующих православных в приходе более 2900 чел., старообрядцев («раскольников») 352 чел.[29].

XX век
- 1907 — ЭС Брокгауза-Ефрона сообщает: «Етеревская — станица Усть-Медведицкого округа ОВД. Число дворов 1070, жителей 4876; главное занятие их — хлебопашество и виноградарство. Православный храм и церковно-приходская школа. В юрте 12 хуторов»[30].
- 1915 — в официальном издании ОВД, под № 1391 значится Етеревская (Етеривская) станица [так в документе], число дворов 644; число десятин земельного довольствия 8976; число жит. муж. пола 2252, жен. пола 2383; станичное правление; церковь; 2-классное училище, церковно-приходская школа[31].
- 1918, 26 января — в станице учреждён революционный комитет (ревком) и провозглашена советская власть; началась пропаганда и агитация среди населения.
- 1918, июль — в станицу прибыли восставшие казаки, сторонники старого режима, под руководством Земцова. Так как силы были неравными ревкомовцы бежали из станицы. Был восстановлен старый порядок — «власть атамана».
- 1919 — станица освобождена от белоказаков войсками Красной Армии, и, таким образом, «была окончательно установлена советская власть».
- 1920 — создана «Первая Етеревская трудовая артель», членами артели стали 15 станичных хозяйств: общественной земли около 400 га, обрабатываемых пятью быками, имелось 2 коровы и 4 лошади. Вскоре для нужд артели были приобретены 2 трактора «Фордзон-Путиловец».
- 1929 — началась коллективизация в СССР — организован местный колхоз «На верном пути», один из первых сельскохозяйственных объединений «трудового казачества» в Михайловском районе; в колхоз вступили 14 домохозяйств, затем в колхоз влилась вся «Етеревская трудовая артель»[32].
- 1941—1945 — годы войны тяжким бременем отразились на семьях жителей станицы, более трёхсот человек её уроженцев пошли защищать Отечество от немецко-фашистского нашествия, из них более половины погибли в боях или пропали без вести, героически отдали жизнь за свободу Родины[33].
- 1942 — к годовщине Октября, жители Етеревского сельсовета отправили защитникам Сталинграда две автомашины с продуктами и тёплыми вещами[34].

XXI век
- 2012 — согласно Закону Волгоградской области «Об объединении сельских поселений, входящих в состав Михайловского муниципального района Волгоградской области, с городским округом город Михайловка Волгоградской области» от 28 июня 2012 г. N 65-ОД, Етеревское сельское поселение утратило статус муниципального образования Михайловского муниципального района Волгоградской области, — станица Етеревская центр Етеревской сельской территории, в составе Городского округа города Михайловка[35].

## Образование
До 1917 года в станице было два учебных заведения: приходское училище, образованное в 1866 году и церковно-приходская школа (ЦПШ) — с 20 ноября 1889 года. С приходом советской власти на основе ЦПШ была образована сельская семилетняя школа, а с постройки в 1965 году нового учебного здания на 320 чел. учащихся она преобразована в среднюю общеобразовательную школу с 10-летним образованием.
В 2006 году Етеревская школа преобразована в Муниципальное общеобразовательное учреждение «Етеревская казачья образовательная школа-интернат». Число учащихся более 130 чел.; педагогический коллектив: 27 чел. учителей и воспитателей; имеется 15 учебных кабинетов, спортзал, столовая, библиотека, учительская, методический кабинет, учебная мастерская, стрелковый тир (32 м); открыт конно-спортивный клуб, отапливаемая конюшня на 8 лошадей.

## Памятники
- Мемориальный комплекс воинам-землякам «Огонь Славы» станицы Етеревской, в память о героях Великой Отечественной войны 1941—1945 гг.[37].
- Братская могила расстрелянных жителей станицы в 1918 г., при вооружённом конфликте во время Гражданской войны в России в 1917—1922/1923 гг..
- Памятник «Последнему станичному атаману» Никандру Романовскому (1867—1920), установленный 16.06.2011 г. в знак увековечения памяти о нём[38][39].